# Municipio de North Lebanon (Arkansas)
El municipio de North Lebanon (en inglés: North Lebanon Township) es un municipio ubicado en el condado de Sharp en el estado estadounidense de Arkansas. En el año 2010 tenía una población de 59 habitantes y una densidad poblacional de 1,26 personas por km².

## Geografía
El municipio de North Lebanon se encuentra ubicado en las coordenadas 36°10′51″N 91°24′18″O / 36.18083, -91.40500. Según la Oficina del Censo de los Estados Unidos, el municipio tiene una superficie total de 46.65 km², de la cual 46,65 km² corresponden a tierra firme y (0 %) 0 km² es agua.

## Demografía
Según el censo de 2010, había 59 personas residiendo en el municipio de North Lebanon. La densidad de población era de 1,26 hab./km². De los 59 habitantes, el municipio de North Lebanon estaba compuesto por el 94,92 % blancos, el 1,69 % eran amerindios y el 3,39 % eran de una mezcla de razas. Del total de la población el 0 % eran hispanos o latinos de cualquier raza.